# En perill crític

Diagrama de la categoria En perill crític en relació amb altres categories de la UICN.

En perill crític és la categoria de major risc assignada a la Llista Vermella de la UICN per una espècie salvatge. En perill crític vol dir que una espècie ha disminuït o disminuirà el seu nombre d'individus en un 80%, durant 3 generacions.
Donat que la Unió Internacional per a la Conservació de la Natura (UICN) no considera extinta una espècie fins que s'han realitzat investigacions exhaustives, hi ha espècies catalogades en perill crític que possiblement estan extintes. En aquest sentit, BirdLife International ha suggerit afegir una nova categoria (Possiblement extinta), per categoritzar aquests tàxons.

## Exemples
Exemples d'animals en perill crític d'extinció:
- Àguila menjadora de mones (entre 180 i 500 individus)
- Amazona vittata
- Anguila
- Ara glaucogularis
- Axolot
- Canis lupus rufus
- Cavall de Przewalski
- Esturió beluga (protegit a Europa des de 1982)
- Foca monjo del Mediterrani (entre 450 i 510 individus vius)
- Foca monjo de Hawaii
- Goril·la del riu Cross (s'estimen uns 280 individus vius)
- Goril·la de muntanya (uns 790 individus)
- Guacamai de Spix (potencialment extint en estat salvatge)
- Kakapú
- Lèmur de nas ample
- Lleopard de l'Amur
- Linx ibèric
- Pseudoryx nghetinhensis
- Speoplatyrhinus poulsoni
- Tonyina
- Tonyina del sud
- Tortuga carei
- Tritó cocodril

Exemples de plantes en perill crític d'extinció:
- Abies beshanzuensis
- Aloe pillansii
- Auerodendron pauciflorum
- Boix fi
- Callicarpa ampla
- Cordia rupicola
- Gardenia brighamii
- Hibiscus fragilis
- Juniperus bermudiana
- Koʻoloaʻula
- Nepenthes clipeata
- Seient de la sogra
- Senecio lamarckianus